# Shahmukhi

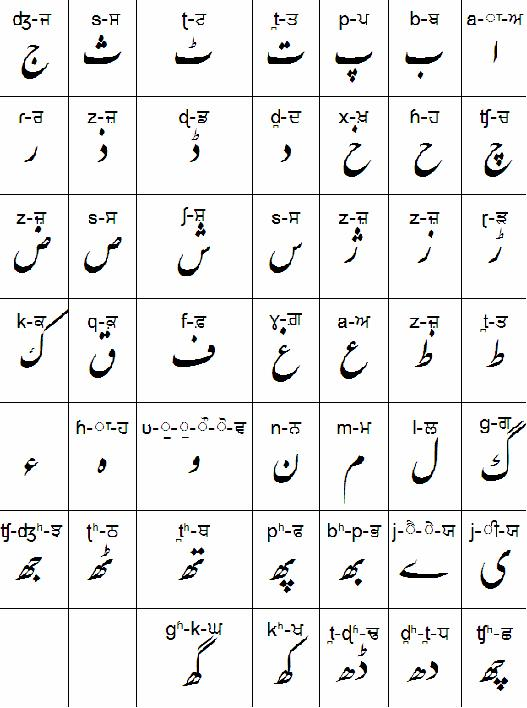
Alfabeto Punjabi na escrita Shahmukhi, com texto em rubi indicando os equivalentes Gurmukhi e IPA.

Shahmukhi (شاہ مکھی, Gurmukhi: ਸ਼ਾਹਮੁਖੀ), literalmente significa"a partir da foz do Rei") é uma variante local da escrita árabe usado na grafia do língua punjabi. É baseada no estilo persa de escrita Nasta'liq. É tradicionalmente utilizada pelos muçulmanos do Punjabi Índia e Paquistão. Desde meados do século 20, tem sido utilizado principalmente pelos habitantes do Punjab, no Paquistão. A escrita Gurmukhi é usada na grafia punjabi na Índia. O texto é escrito no sentido da direita para a esquerda.